# Supercopa de Libia
La Supercopa de Libia es el torneo de fútbol a nivel de clubes de Libia, el cual es organizado por la Federación de Fútbol de Libia. Se enfrentan el ganador de la Liga Premier de Libia contra el ganador de la Copa de Libia.

## Lista de campeones
- 1997: Al-Tahaddy Benghazi 1–0, 0–0 Al-Nasr Benghazi
- 1998: Al-Mahalah Trípoli 3–1 Shat
- 1999: Al-Ittihad Club (Trípoli) 0–0 (11–10 pens.) Al-Mahalah Trípoli
- 2000: Al-Ahli SC (Tripoli) 2–0 Sweahly
- 2001: Al-Madina Trípoli 2–1 Al-Ahli SC (Tripoli)
- 2002: Al-Ittihad Club (Trípoli) 1–0 Hilal
- 2003: Al-Ittihad Club (Trípoli) 3–0 Al-Nasr Benghazi
- 2004: Al-Ittihad Club (Trípoli) 5–2 Al Olympic Zaouia
- 2005: Al-Ittihad Club (Trípoli) 1–0 Al-Akhdar Al Bayda
- 2006: Al-Ittihad Club (Trípoli) 1–0 Al-Ahli SC (Tripoli)
- 2007: Al-Ittihad Club (Trípoli) 3–1 (aet) Al-Akhdar Al Bayda
- 2008: Al-Ittihad Club (Trípoli) 4–0 Khaleej Sirte
- 2009: Al-Ittihad Club (Trípoli) 3–2 Al-Tersana Trípoli
- 2010: Al-Ittihad Club (Trípoli) 3–0 Al-Nasr Benghazi
- 2011–2016: no hubo competición
- 2017: Al-Ahli SC (Tripoli) 3–0 (awd.) Hilal

- Datos: Q2076846